# Ferdulf de Friuli
Ferdulf a fost duce longobard de Friuli pentru o scurtă perioadă, în anul 705.
Originar din Liguria, Ferdulf este consemnat de către cronicarul Paul Diaconul ca recurgând la un șiretlic pentru a obține Ducatul de Friuli după moartea ducelui Ado. Astfel, se spune că, dorind "gloria unei victorii asupra slavilor" (Paul Diaconul, VI, 24), el ar fi tocmit pe anumiți conducători ai slavilor astfel încât aceștia să pretindă că atacă Friuli, astfel încât el să pozeze în eliberator. Însă slavii au prădat pășunile și au furat mai multe cirezi. Magistratul local, Argait (având funcția de sculdahis) i-a urmărit pe atacatori, însă nu a reușit să îi înfrângă. Câteva zile mai târziu, trupele slave cu adevărat tocmite de către Ferdulf au sosit și au luat poziție pe o colină. Ferdulf a hotărât inițial să îi atragă la nivelul câmpiei, însă Argait a escaladat colina, drept pentru care Ferdulf, temându-se să nu fie etichetat drept laș, l-a urmat. Întreaga cavalerie a longobarzilor și nobilimea friulană au fost decimate, atât Argait cât și Ferdulf găsindu-și moartea.